# 1999년 해태 타이거즈 시즌
1999년 해태 타이거즈 시즌은 해태 타이거즈가 KBO 리그에 참가한 18번째 시즌으로 김응용 감독이 팀을 이끈 17번째 시즌이다. 팀은 이대진 이강철 권명철(두산(구 OB)에서 이적) 등 중심 투수들이 부상으로 이탈한 탓인지  드림리그 최하위(4위), 통합 8팀 중 7위에 그치며 포스트시즌 진출에 실패했다.

## 타이틀
- 아시아 야구 선수권 대회 금메달: 양준혁
- 한일 슈퍼게임 국가대표: 홍현우, 양준혁
- 올스타 선발: 양준혁 (지명타자)
- 올스타전 추천선수: 곽현희, 장성호
- 컴투스프로야구 90년대 해태 타이거즈 라인업: 오봉옥 (중계투수), 장성호 (우익수), 양준혁 (지명타자)
- 컴투스프로야구 트레이드 사가 라인업: 양준혁 (지명타자)
- 컴투스프로야구 선정 추억의 팀의 마지막 후예: 이호준
- 장타율/타율: 샌더스 (2.328)

### 퓨처스리그
- 남부리그 타석: 이우석, 장석희 (244)
- 남부리그 타수: 이우석 (208)
- 완투: 엄병열 (4)
- 남부리그 상대한 타자 수: 황두성 (457)

## 선수단
- 선발투수 : 유동훈, 박진철, 오철민, 최상덕, 소소경, 곽현희, 이대진
- 구원투수 : 김정수, 이병석, 강태원, 이우혁, 엄병열
- 마무리투수 : 오봉옥, 곽채진, 황두성, 류기중
- 포수 : 김지영, 조남기, 황성기, 최해식, 권오성
- 1루수 : 샌더스
- 2루수 : 홍현우
- 유격수 : 박계원, 김종국
- 3루수 : 정성훈, 김태룡, 송구홍
- 좌익수 : 장성호, 김경진, 백인수, 장일현
- 중견수 : 브릭스, 김창희
- 우익수 : 이호준, 이호성, 박재용
- 지명타자 : 양준혁, 이우석, 김기환, 지승준

## 여담
- 곽현희는 홈경기 21피홈런으로 KBO 리그 역대 단일 시즌 홈경기 최다 기록을 세웠다.
- 곽현희는 이 시즌 평균자책점이 6점 대에 머물렀음에도 불구하고 규정 이닝을 채운 데다가 11승을 달성했다.
- 샌더스는 장타율/타율 2.328로 규정 타석 충족 타자 중 KBO 리그 역대 단일 시즌 최고 기록을 세웠다.
- 홍현우는 1990년대 누적 WAR 49.60으로 KBO 리그 1위였다.
- 정성훈은 구단 사상 최초로 단일 시즌 규정 타석을 채운 10대 내야수가 되었다.
- 장성호는 이 시즌 쌍방울 레이더스와의 경기에서 23득점을 기록하여 단일 시즌 쌍방울 레이더스와의 경기에서 최다 득점을 기록한 선수가 되었다.
- 샌더스는 이 시즌 쌍방울 레이더스와의 경기에서 21삼진을 기록하여 단일 시즌 쌍방울 레이더스와의 경기에서 최다 삼진을 당한 선수가 되었다.
- 곽현희는 이 시즌 월요일 경기 29실점 26자책점 9피홈런으로 KBO 리그 역대 단일 시즌 월요일 경기 최다 기록을 세웠다.
- 유동훈은 이 시즌 월요일 경기에서 사구 8개를 허용하여 KBO 리그 역대 단일 시즌 월요일 경기 최다 기록을 세웠다.